# Calyptella
Calyptella Quél. (miseczniczka) – rodzaj grzybów z rzędu pieczarkowców (Agaricales).

## Charakterystyka
Grzyby saprotroficzne, cyfelloidalne o owocniku zwisającym na szypułce lub zwężonej podstawie, o kształcie od kopułkowatego do lejkowatego. Powierzchnia biała, szara lub żółtawa, gładka lub drobno owłosiona. Strzępki ze sprzążkami, czasami obecne cystydy. Bazydiospory gładkie i nieamyloidowe. Rozwijają się na martwym drewnie lub roślinach zielnych.
Calyptella charakteryzuje się zwisającymi, stosunkowo szerokimi, przeważnie białymi owocnikami.

## Systematyka i nazewnictwo
Pozycja w klasyfikacji według Index Fungorum: Incertae sedis, Agaricales, Agaricomycetidae, Agaricomycetes, Agaricomycotina, Basidiomycota, Fungi.
Takson utworzył Lucien Quélet w 1886 r. Nazwę polską zarekomendował Władysław Wojewoda w 1999 r.
Gatunki występujące w Polsce:
- Calyptella campanula (Nees) W.B. Cooke 1961 – miseczniczka żółtawa
- Calyptella capula (Holmsk.) Quél. 1888 – miseczniczka łodygowa
- Calyptella flos-albus (Velen.) W.B. Cooke 1961 – miseczniczka biaława

Nazwy naukowe na podstawie Index Fungorum. Wykaz gatunków i nazwy polskie według W. Wojewody.